# 大村警察署
大村警察署（おおむらけいさつしょ,Omura Police Station）は、長崎県警察が設置している警察署の一つである。
管内には長崎県の空の玄関口である長崎空港があり、当署が派出所を設置している。

## 所在地
- 長崎県大村市森園町34番地5

## 管轄区域
- 大村市全域

## 沿革

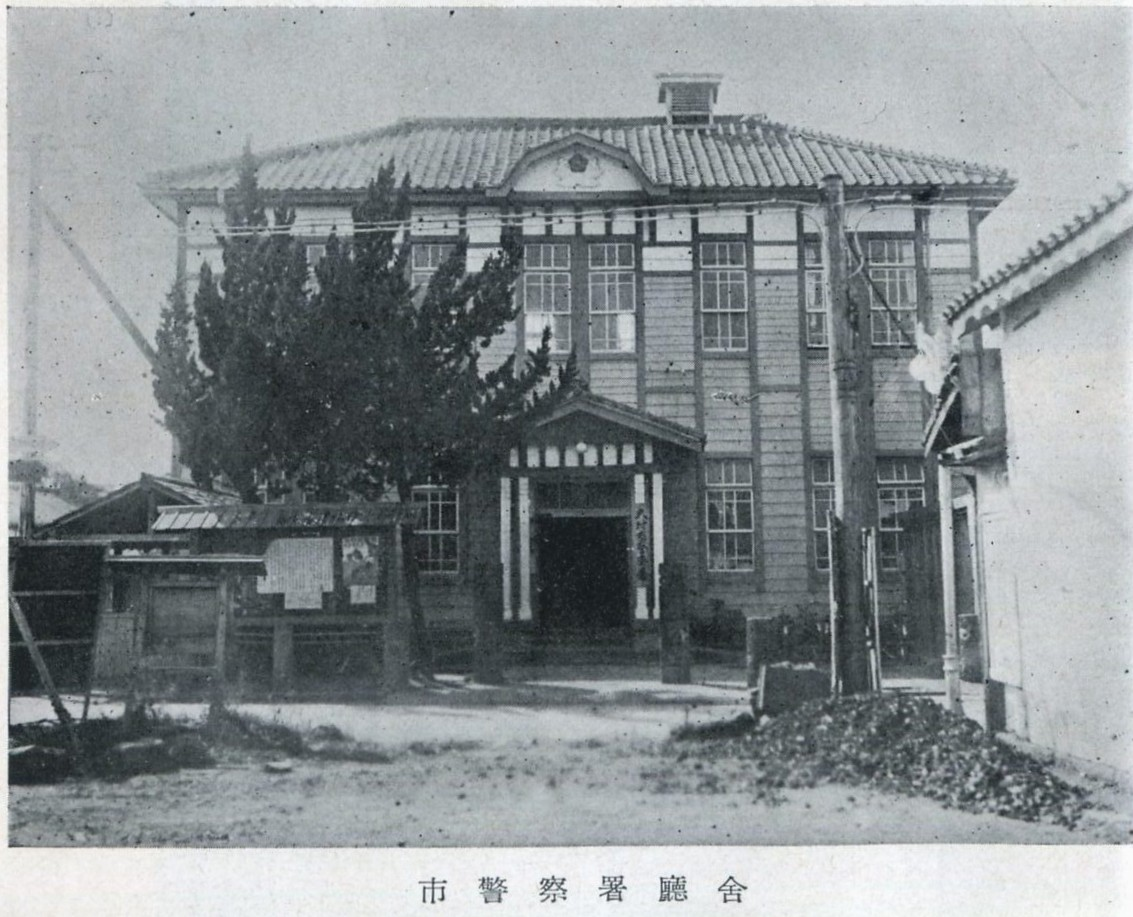
1952年頃の大村警察署

### 明治
- 1876年（明治9年）1月 - 長崎県警察四区が設置される。
- 1878年（明治11年）1月18日 - 大村警察署となる。諫早と彼杵に分署を置く。
- 1878年（明治11年）12月 - 平戸警察署より早岐分署を移管される。
- 1886年（明治19年）9月 - 諫早分署が分離独立する（現諫早警察署）。
- 1896年（明治29年）4月 - 佐世保分署が分離独立する（現佐世保警察署）。

### 昭和
- 1948年（昭和23年）2月1日 - 大村市による自治体警察が発足し大村市警察大村警察署が置かれる。
- 1954年（昭和29年）7月1日 - 自治体警察が廃止され、長崎県警察大村警察署となる。
- 1960年（昭和35年）3月10日 - 現在地へ新築移転。
- 1995年(平成7年)12月2日　-　現庁舎が完成。

## 内部組織[1]
- 警務課
  - 警務係
  - 留置係
  - 看守第一係
  - 看守第二係
  - 看守第三係
- 会計課
  - 会計係
- 生活安全課
  - 生活安全係
  - 生活安全捜査係
- 地域課
  - 企画指導係
  - 船舶係
  - 地域第一係
  - 地域第二係
  - 地域第三係
- 刑事課
  - 庶務係
  - 強行犯係
  - 盗犯係
  - 知能・組織犯罪対策係
  - 鑑識係
- 交通課
  - 交通総務係
  - 交通指導捜査係
  - 交通特命捜査係
- 警備課
  - 警備係
  - 外事係

## 交番
4か所。※（　　）は読みと所在地。
- 桜馬場交番（さくらばば、大村市桜馬場1丁目389-3）
- 大村駅前交番（おおむらえきまえ、大村市東本町1-1）
- 玖島交番（くしま、大村市玖島1丁目46-2）
- 宮小路交番（みやしょうじ、大村市宮小路2丁目610-3）

## 警察官駐在所
4か所。（2011年（平成23年）4月現在）
- 松原警察官駐在所（まつばら、大村市松原本町551-7）
- 鈴田警察官駐在所（すずた、大村市大里町11-4）
- 萱瀬警察官駐在所（かやせ、大村市田下町919-5）
- 三浦警察官駐在所（みうら、大村市日泊町1054-2）---2008年（平成20年）新設。鈴田警察官駐在所の所管区であった一部地区（西部町、日泊町、今村町、溝陸町）を担当。

## 警備派出所
- 長崎空港警備派出所（大村市箕島町593）

## 警備艇
- おしどり （4.80t）

## 廃止された交番・駐在所
（　）は読みと所在地だった場所。---は廃止後に所管区が移された交番・駐在所を表す。
- 2006年（平成18年）
  - 諏訪警察官駐在所（すわ、大村市諏訪二丁目507-131）---桜馬場交番
  - 福重警察官駐在所（ふくしげ、大村市皆同町182-5）---宮小路交番